# Дориан, Пьер Фредерик
Пьep Фpeдepи́к Дориа́н (фр. Pierre Frédéric Dorian;  24 января 1814 года, Монбельяр — 14 апреля 1873 года, Париж) — французский политический деятель.

## Биография
Избранный в 1863 и 1869 г. в законодательный корпус, принадлежал к оппозиции и голосовал против франко-прусской войны.
После провозглашения республики назначен министром публичных работ и обнаружил большую деятельность в укреплении Парижа и изготовлении оружия.
В национальном собрании 1871 года принадлежал к левым.
Похоронен на Пер-Лашезе (участок 70).